# 고광헌
고광헌(高光憲, 1955년 5월 2일~)은 대한민국의 시인이자 언론인이다. 본관은 제주이다.
1983년 <광주일보> 신춘문예 시 부문, <시인>지에 조태일 시인의 추천으로 등단했다. <5월시> 동인. 1979년 9월부터 6년간 선일여고에서 체육을 가르치며 시와 스포츠 평론활동을 했다. 1985년 전두환 정권이 조작한 <민중교육지사건>으로 체포돼 파면됐다. 해직 뒤 민주교육실천협의회 사무국장을 맡고 있던 1987년 민주쟁취국민운동본부 집행위원으로 기관지 <국민운동>을 편집제작했다.
1988년 세계최초의 국민주신문 <한겨레>가 창간되면서 기자 활동을 시작했다. 한겨레 입사이후 체육, 사회부 기자를 거쳐 민권사회부 차장, 전국부장, 민권사회부장, 문화부장, 체육부장, 편집부국장, 광고국장, 사장실장, 판매이사, 총괄상무, 전무에 이어 2008년 기자와 사원들의 직접투표로 대표이사에 선출돼 직을 수행했다. 같은해 한국신문협회 이사에 선임됐다. 2009년 한국디지털뉴스협회 제4대 회장으로 선출돼 활동했으며, 같은 해 헌법재판소 자문위원, 한국신문윤리위원회 이사로 활동했다. 2011년 한국인권재단 이사장에 선임돼 2015년까지 이 재단을 이끌었다. 2012년 이후 현재까지 한림대 미디어커뮤니케이션 학과 초빙교수로 재직중이다. 2018년 5월 서울신문 사장에 취임하였으나, "청와대 낙하산 인사"라는 비판을 받았으며 사퇴 압박을 받기도 하였다.
저서로는 시집 <시간은 무겁다>(창비) <신중산층교실에서>(청사)와 동인시집 <그래, 우리가 또다시 만난다면> <5월> 등과 평론집 <스포츠와 정치>(푸른나무), 논문집 <심훈의 시 연구> 등이 있다.

## 학력
- 홍익대학교 사범대학 부속고등학교
- 경희대학교 체육학 학사
- 경희대학교 교육대학원 국어교육학 석사

## 경력
| 2018      | 서울신문 사장                            |
| 2011      | 한겨레신문 고문                          |
| 2009      | 헌법재판소 자문위원                      |
| 2009      | 제4대 한국디지털뉴스협회 회장            |
| 2009      | 한국신문윤리위원회 이사                  |
| 2008~2011 | 제14대 한겨레신문 대표이사 사장          |
| 2007      | 한겨레신문 광고담당 전무                 |
| 2007      | 한겨레신문 광고담당 상무이사             |
| 2006      | 한겨레신문사 총괄전무                    |
| 2006~2006 | 한겨레신문사 사장실장 겸 판매담당 이사   |
| 2005      | 한겨레신문사 사장실장 이사               |
| 2004~2005 | 한겨레신문사 편집국 부국장               |
| 2003~2004 | 한겨레신문사 광고국 국장                 |
| 2001~2003 | 한겨레신문사 편집국 부국장               |
| 2000~2001 | 한겨레신문사 편집국 민권사회1부 부장     |
| 1999~2000 | 한겨레신문사 편집국 문화부 부장          |
| 1998~1999 | 한겨레신문사 편집국 체육부 부장          |
| 1996~1998 | 한겨레신문사 편집국 민권사회2부 부장대우 |
| 1988      | 한겨레신문사 편집국 기자                 |
| 1986~1987 | 민주교육실천협의회 사무국 국장           |
| 1985      | 민중교육지 사건으로 강제해직             |
| 1982      | 시인지 당선                              |
| 1979      | 선일여자고등학교 교사                    |

## 생애

### 유년시절과 학창시절
고광헌은 1955년 정읍시의 한 시골에서 태어났다. 남성분교, 정읍중학교를 졸업. 그의 아버지는 일제 시절 높이뛰기 선수 경험이 있는 분이었고, 어머니는 근면, 성실한데다 무척 사리가 밝아 그에게 많은 영향을 주었다.
1970년 문교부 주최의 스포츠꿈나무선발대회에서 3,600여명의 경쟁자를 물리치고 최종 12명의 합격자에 포함되어, 같은 해 11월 말 국가대표와 상비군을 훈련하는 태릉선수촌에 입촌했다. 이후 농구명문 홍익사대부고와 경희대에서 농구선수로 뛰었으나, 폐결핵으로 인해 경희대 3학년 재학 당시 농구를 그만두었다. 그 뒤 대학원에 진학해 국어교육을 전공하고, 이즈음 문단에 공식 등단한다.

### 민주화 운동
1979년 9월부터 6년간 선일여고에서 체육을 가르치며 시와 스포츠 평론활동을 했다. 85년 <민중교육지사건>으로 체포돼 강제해직됐다. 민중교육지 사건이란 1985년 5월 《민중교육》이란 부정기 간행물이 발간되었는데, 책자 발간 및 원고 집필에 관계한 교사들을 징계한 것과 관련하여 일어났던 일련의 사건을 총칭한 것이다. 해직 뒤 민주교육실천협의회 사무국장을 맡아 일했으며, 1987년 민주쟁취국민운동본부 기관지 <국민운동>을 편집했다.

### 한겨레신문사
국민주신문 <한겨레>가 창간되자 기자 활동을 시작했다. 한겨레 입사이후 체육, 사회부 기자를 거쳐 민권사회부 차장, 전국부장, 민권사회부장, 문화부장, 체육부장, 편집부국장, 광고국장, 사장실장, 판매이사, 총괄상무, 전무에 이어 2008년 기자와 사원들의 직접투표로 대표이사에 선출돼 직을 수행했다.

### 서울신문사
2018년 5월 2일, 서울신문 사장에 선임되었으나, 사장 선임 과정에서부터 "청와대 낙하산" 논란이 있었다. 당시 서울신문의 2대 주주인 우리사주조합은 "(고광헌 사장 후보자가) 경영계획서 등을 급조하는 과정에서 다른 후보의 경영계획서를 참고한 것으로 보이는 등 부정한 행위까지 있었음을 확인했다"며 "그마저도 서울신문의 당면 과제를 해결하는 것과 동떨어져 있고 아무런 준비가 되지 않았다는 것이 서울신문 대부분 구성원들의 판단이었다"고 비판했다. 고광헌 사장 본인 또한 청와대 인사 접촉설을 부인하지 않았다.
또한 고광헌 사장은 선임에 앞서 "우리사주조합을 1대 주주로 만든다"는 내용의 <서울신문 독립언론 추진을 위한 협약서>에 서명했으나, 기존 1대 주주인 기획재정부의 장관 서명을 받지 못해 기한 내에 약속이 지켜지지 않았다. 이로 인하여 2018년 6월 언론노조 서울신문지부는 "사장 직무정지 가처분 신청 등 법적 대응과 출근 저지 투쟁, 점거 농성, 연대 시위, 외부 선전전 등을 비롯해 투쟁력을 모을 수 있는 모든 방법을 하나하나 실행할 것"이라고 경고하였으며, 우리사주조합도 "더 이상 기약 없이 기다리거나 머뭇거릴 시간이 없다. 서울신문에 애정이 있다면 서둘러 거취를 밝혀 달라"고 고광헌 사장 사퇴를 촉구했다. 그리고 서울신문 독립성 보장은 문재인 대통령의 대선 공약이기도 하였다.
2018년 12월, 신재민 전 기획재정부 사무관이 "정부에서 서울신문 인사에 개입했다"는 문재인 정부 민간기업 인사 개입 의혹을 폭로하였다.

## 저서
- 『5월』, 고광헌 외, 청사, 1985.4.1.[26]
- 『신중산층교실에서』, 고광헌, 청사, 1985.10.1.[27]
- 『스포츠와 정치』, 고광헌, 푸른나무, 1988.8.1.[28]
- 『시간은 무겁다』, 고광헌, 창비, 2011.12.5.[29]

## 수상내역
- 2003년 자랑스런 홍익인상[30]
- 2009년 경희언론인상[31]
- 2011년 경희문화언론인상[32]